# ددپایان
ددپایان یا تروپودا (نام علمی: Theropoda) کلادی از دایناسورها هستند که بیش از ۲۳۰ میلیون سال پیش در آمریکای جنوبی از خزنده‌کفلان آغازین به وجود آمدند و سپس در سایر قاره‌ها گسترش یافتند. تمام دایناسورهای ددپا بر روی دوپا حرکت می‌کردند و استخوان‌های آن‌ها به منظور کاهش وزن بدن توخالی بود. بیشتر انواع ددپایان گوشت‌خوار بودند با این وجود در طول فرگشت این گروه چند خانواده از آن‌ها رژیم غذایی خود را به گیاه‌خواری و همه‌چیزخواری تغییر دادند. دوره شکوفایی ددپایان از اواخر دوره تریاس (حدود ۲۲۰ میلیون سال پیش) آغاز می‌شود و در پایان دوره کرتاسه (حدود ۶۶ میلیون سال پیش) همزمان با وقوع رویداد انقراض کرتاسه-پالئوژن پایان می‌پذیرد. بیشتر ددپایان با پایان همان دوره از بین رفتند. با این‌حال یک تبار از آن‌ها یعنی پرندگان توانستند پس از این دوره نیز به بقای خود ادامه دهند و امروزه شامل ۱۰٫۵۰۰ گونه مختلف می‌شوند. این نام از یونانی به معنای جانور وحشی+پا گرفته شده‌است.